# Niccolò Tommaseo
Niccolò Tommaseo (AFI [nikkoˈlɔ ttommaˈzɛːo]) fou un lingüista italià, periodista i assagista, editor d'un Dizionario della Lingua Italiana en vuit volums (1861–74), d'un diccionari de sinònims (1830) i altres obres. És considerat un precursor de l'irredemptisme italià.

## Biografia
Nascut a Sebenico (Šibenik), Dalmàcia, on en pocs anys, arran de les campanyes napoleòniques, s'havia alternat el domini venecià, francès i dels Habsburg, Tommaseo era culturalment i ètnicament italià, però també expressava un genuí interès per la cultura popular dels Balcans, especialment els il·liris i neogrecs. La seva educació, iniciada a la seva ciutat natal i prosseguida a Spalato (Split), fou de caràcter humanista i amarada, pels mestres escolapis, de ferms principis religiosos.
Es va traslladar a Itàlia per graduar-se en dret a la Universitat de Pàdua el 1822. Després va viure uns quants anys entre Pàdua i Milà, treballant com a periodista i assagista, moment en el qual va entrar en contacte amb Alessandro Manzoni i Antonio Rosmini. En aquest període de la seva vida va començar la seva col·laboració a l'Antologia de Giovan Pietro Vieusseux, fundador del Gabinetto Vieusseux, la sala de lectura i el centre intel·lectual de Florència. També va mantenir correspondència amb Petar II Petrović Njegoš de Montenegro i Medo Pucić.
Es va traslladar a Florència a la tardor de 1827, on va conèixer, entre d'altres, a Gino Capponi i es va convertir en una de les veus més importants de l'Antologia. D'aquest període (1830) és també la publicació del Nuovo Dizionario de' Sinonimi della lingua italiana, al qual deu gran part de la seva fama. A causa de les protestes del govern d'Àustria contra un article a favor de la revolució grega, va haver d'autoexiliar-se a París, mentre que les queixes dels austríacs van portar al tancament de la revista.
Durant els seus anys a París va publicar l'obra política Dell'Italia (1835), el volum de versos Confessioni (1836), la ficció històrica Il Duca di Atene (1837), un comentari sobre La Divina Comèdia(1837), i les seves Memorie Poetiche (1838).
Des de París es va traslladar a Còrsega, on amb l'ajut del jutge i estudiós de Bastia Salvatore Viale, va treballar per compilar les copioses tradicions orals italianes de l'illa, on va reclamar haver trobat el més pur dialecte italià en el llibre Canti populari: Canti Corsi.
A Venècia va publicar els primers dos lliuraments de la seva novel·la Fede e Bellezza, considerada la seva obra mestra, un primer intent de novel·la psicològica. La seva antologia de cançons populars, Canti popolari italiani, corsi, illirici, greci (1841) i les Scintille/Iskrice són rars exemples d'una cultura metropolitana sobre el nacionalisme.
El 1847 va tornar al fòrum periodístic i, com a defensor franc de la liberalització de les lleis per una premsa totalment lliure, va ser detingut, la qual cosa va provocar un escàndol: va ser alliberat durant la revolució liberal encapçalada per Daniele Manin i va assumir responsabilitats en la breu República de Venècia, la qual cosa li va costar un exili (perquè va ser acusat d'irredemptista italià) a Corfù quan els Habsburg van reafirmar el seu control sobre el Regne Llombardovènet. A Corfù, tot i que li fallava la vista, va aconseguir escriure nombrosos assajos, entre els quals Rome et le monde(escrit en francès), en el qual, com a catòlic, declarava la necessitat de la renúncia de l'Església Catòlica al poder temporal (Estats Pontificis). Repunta també en aquest període la intolerància de Tommaseo cap a la forma "moderada" de la unitat d'Italia, d'aplegar-se a través de la unió amb el Piemont de Savoia.
El 1854, amb la vista cada vegada més compromesa, es va traslladar a Torí (1854), i després, un cop més, a Florència (1859), on restaria fins a la seva mort. A Florència, col·laborà amb la revista periòdica l'Imparziale Fiorentino, fundada el 1857 per Michele Luci, fill del príncep Poniatowski. La seva oposició a la Casa de Savoia li va fer rebutjar tots els honors, incloent un escó al Senat del Regne. En els últims anys, a més d'una publicació ininterrompuda d'assaigs, edicions crítiques i poemes, es va dedicar al monumental Dizionario della lingua italiana en vuit volums, completat només després de la seva mort el 1874.

## Principals obres
- Nuovo Dizionario de' Sinonimi della lingua italiana (1830)
- Canti popolari italiani, corsi, illirici, greci (1841)
- Le lettere di Santa Caterina di Siena (1860, 4 Bde.)
- Il secondo esilio (1862, 3 Bde.), eine Sammlung seiner politischen Schriften
- Sulla pena di morte (1865)
- Nuovi studj su Dante (1865)
- Dizionario di sinonimi della lingua italiana (7. Aufl. 1887, 2 Bde.)
- Leben Rosminis
- Dizionario estetico (neue Aufl. 1872)
- Pensiero Morali